# Козырщина (Ровненская область)
Козырщина (укр. Козирщина) — село в Бокиймовской сельской общине Дубенского района Ровненской области Украины.
До 2020 года входило в Млиновский район.
Население по переписи 2001 года составляло 189 человек. Почтовый индекс — 35162. Телефонный код — 3659. Код КОАТУУ — 5623880502.